# Parque de Cultura Urbana
El Parque de Cultura Urbana (PARCUR) es un espacio para practicar actividades al aire libre, principalmente skateboarding, parkour y deportes extremos; ubicado en la tercera sección del Bosque de Chapultepec de la Ciudad de México.

## Historia
Desde 1979 y hasta el 2007 fue el parque acuático Atlantis y el Rollo, para luego ser rehabilitado y en 2022 hacer la apertura oficial como parque urbano.
Se realizó el Primer Festival de Cultura Urbana en el marco de la inauguración con actividades como talleres, exposiciones y actividades relacionadas con el patinaje, el rap y las intervenciones urbanas, en el cual participó Claudia Sheinbaum y Alejandra Frausto, acompañadas del patinador Eder Martínez.

## Descripción
El espacio cuenta con cerca de 29 mil metros cuadrados y cuenta con instalaciones para practicar de parkour, skateboarding con estándares profesionales, un skatepark destinado a las infancias, actividades relacionadas con el uso de la bicicleta, áreas para intervenciones con graffiti, además de un foro al aire libre y áreas verdes.